# 吉瑞·菲利斯曼
吉瑞·菲利斯曼（1994年10月2日—）是一位捷克足球運動員。在場上的位置是左後衛。他現在效力於捷克足球甲級聯賽球隊利貝雷茨足球俱樂部。他也代表捷克國家足球隊參賽。